# The Way of the Wind
The Way of the Wind ist ein noch unveröffentlichter Bibelfilm von Terrence Malick, der die Lebensgeschichte von Jesus Christus nacherzählt.

## Produktion

### Stab und Besetzung

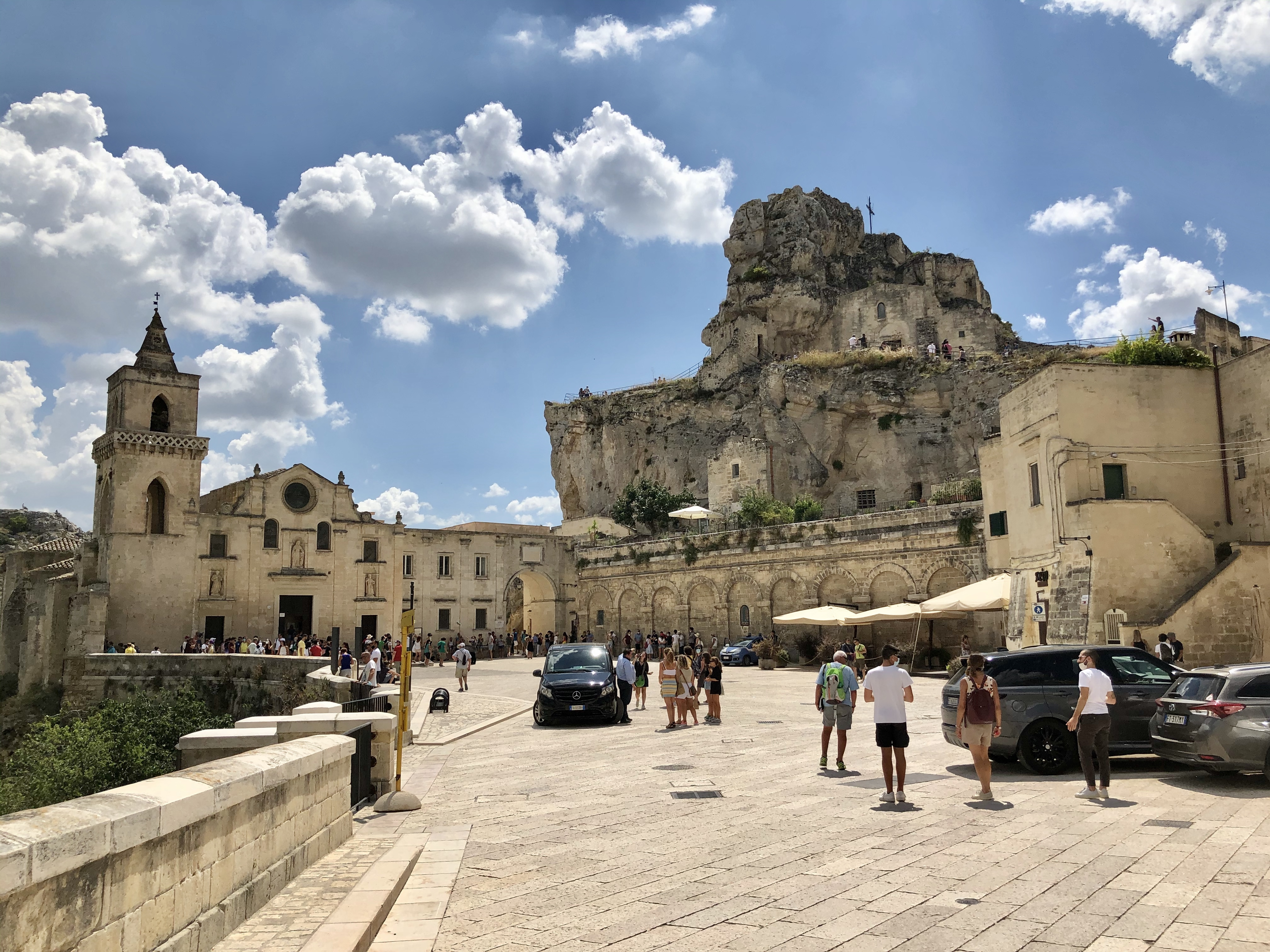
Einer der Drehorte: die italienische Küstenstadt Matera

Regie führte Terrence Malick, der auch das Drehbuch schrieb. Neben den aus dem Neuen Testament bekannten Lebensphasen von Jesus Christus soll The Way of the Wind auch seinen im apokryphen Schrifttum beschriebenen Abstieg in die Welt der Toten, auch bekannt als sein „Abstieg in die Unterwelt“, behandeln.
Der Ungar Géza Röhrig spielt im Film Jesus Christus und der Oscar-Preisträger Mark Rylance den Teufel. Der belgische Schauspieler Matthias Schoenaerts ist in der Rolle von Simon Petrus zu sehen. Der Ire Aidan Turner spielt den Apostel Andreas, der deutsche Schauspieler Samir Fuchs den Schreiber Elimelech. Der Türke Selim Bayraktar spielt Jonathan und der Israeli Ori Pfeffer Ahaziah den Pharisäer. Auch der deutsche Schauspieler Franz Rogowski, der in Malicks Film Ein verborgenes Leben in einer größeren Rolle zu sehen war, findet sich auf der Besetzungsliste.

### Dreharbeiten
Gedreht wurde der Film zwischen Juni und November 2019 in Island, Israel, auf Malta, in Marokko, in der Türkei und in Italien. Hier drehte man im Oktober 2019 in der süditalienischen Küstenstadt Matera, in Murgia Timone und in der Via Casalnuovo, in der Nähe des Sasso Caveoso und in Gravina in Puglia, der Nachbargemeinde von Matera. Als Kameramann fungierte wie bei Malicks letztem Film Ein verborgenes Leben der Deutsche Jörg Widmer.
Der Film entstand unter dem Arbeitstitel The Last Planet. Vielfach wurde angenommen, dass sich der neue Titel des Films auf eine Textstelle im Buch Prediger 11:5 bezieht, die lautet: „Gleichwie du nicht weißt den Weg des Windes und wie die Gebeine in Mutterleibe bereitet werden, also kannst du auch Gottes Werk nicht wissen, das er tut überall.“

### Filmmusik
Die Filmmusik komponierte die Griechin Eleni Karaindrou.